# Gerhard Garbers
Gerhard Garbers (* 24. August 1942 in Hamburg) ist ein deutscher Schauspieler, Hörspiel- und Synchronsprecher.

## Leben
Während seiner Schauspielausbildung von 1962 bis 1964 an der Hochschule für Musik und Theater Hamburg bot ihm Gustaf Gründgens 1963 die Rolle des Dieners im Hamlet am Deutschen Schauspielhaus in Hamburg an. Es folgten Engagements in Bochum, München und Düsseldorf. Von 1981 bis 1993 spielte er wieder am Deutschen Schauspielhaus und später für die Hamburger Kammerspiele. Seit 1985 nehmen TV-Produktionen zu: Besonders bekannt ist Garbers als Polizist Eugen Möbius in Adelheid und ihre Mörder an der Seite von Evelyn Hamann, die ihn als seine geschiedene Filmfrau immer wieder für sich einzuspannen weiß. Daneben spielte er in Peter Strohm und in Doppelter Einsatz.
Im Hamburger St. Pauli Theater ist er in den Stücken Auf der Reeperbahn – die St. Pauli Revue, Die Jungs mit dem Tüdelband und Der Lord von Barmbeck zu sehen.
Als Synchronsprecher lieh Garbers beispielsweise Kabir Bedi (Ashanti), Gary Cooper (Marokko, zweite Synchronfassung) und Kevin McCarthy (Bis daß der Tod euch scheidet) seine Stimme. Im Computerspiel Thief vertonte er den Antagonisten Constantine. Zudem liest er in zahlreichen literarischen Audio-Produktionen.

## Filmografie (Auswahl)
- 1975: Tatort – Die Abrechnung (Fernsehreihe)
- 1976: Derrick (Fernsehserie, Folge Das Superding)
- 1978: Heinrich Heine (Fernsehmehrteiler)
- 1978: Jauche und Levkojen (Fernsehmehrteiler)
- 1980: Nirgendwo ist Poenichen (Fernsehmehrteiler)
- 1982: St. Pauli-Landungsbrücken (Fernsehserie, Folge Mutterschaftsurlaub)
- 1986: Tatort – Der Tausch
- 1988: Brennende Betten
- 1989–1993: Schulz & Schulz (Fernsehserie, 5 Folgen)
- 1989: Peter Strohm (Fernsehserie, Folge Tod eines Freundes)
- 1990: Tatort – Lauf eines Todes
- 1993–2007: Adelheid und ihre Mörder (Fernsehserie, 65 Folgen)
- 1994–2005: Doppelter Einsatz (Fernsehserie, 77 Folgen)
- 1994: Alles außer Mord (Fernsehserie, Folge Der Mann im Mond)
- 1994: Charlie & Louise – Das doppelte Lottchen
- 1998, 2011, 2022: Großstadtrevier (Fernsehserie, verschiedene Rollen, 3 Folgen)
- 1999: Tatort – Traumhaus
- 2000–2001: Die Rettungsflieger (Fernsehserie, 2 Folgen)
- 2001: Stahlnetz (Fernsehserie, Folge Das gläserne Paradies)
- 2001: Bella Martha
- 2001: Schutzengel gesucht
- 2002: Bella Block: Im Namen der Ehre (Fernsehreihe)
- 2005: Um Himmels Willen (Fernsehserie, Folge Letzte Vorstellung)
- 2007: Eine stürmische Bescherung
- 2009: Notruf Hafenkante (Fernsehserie, Folge Latin Lover)
- 2009: Flemming (Fernsehserie, Folge Das hohe Lied)
- 2009: Entführt
- 2010: Es war einer von uns
- 2010: Ihr mich auch
- 2010: Küstenwache (Fernsehserie, Folge Der namenlose Seemann)
- 2011: Katie Fforde – Harriets Traum (Fernsehreihe)
- 2011: Katie Fforde – Zum Teufel mit David
- 2011: Ein starkes Team – Blutsschwestern (Fernsehreihe)
- 2011: Ein Fall für zwei (Fernsehserie, Folge Verlust)
- 2012: Der letzte Bulle (Fernsehserie, Folge Ohne Moos nix los)
- 2012: Ein Sommer im Elsass
- 2012: Auf Herz und Nieren (Fernsehserie, 5 Folgen)
- 2012: Das Duo – Der tote Mann und das Meer
- 2013: SOKO Kitzbühel (Fernsehserie, Folge Ohne Deckung)
- 2014: Almuth & Rita
- 2015–2016: Sibel & Max (Fernsehserie, 14 Folgen)
- 2015: Engel unter Wasser
- 2015, 2022, 2025: Die Kanzlei (Fernsehserie, Folgen Der letzte Vorhang, Reif für die Insel, Falsche Wege)
- 2015: SOKO Stuttgart (Fernsehserie, Folge Tod und Taube)
- 2015: In aller Freundschaft – Die jungen Ärzte (Fernsehserie, Folge Schritt für Schritt)
- 2016: Das Mädchen aus dem Totenmoor
- 2016, 2019, 2023: SOKO Köln (Fernsehserie, 3 Folgen)
- 2017: Neben der Spur – Dein Wille geschehe (Fernsehreihe)
- 2017: Heldt (Fernsehserie, Folge In geheimer Mission)
- 2018: Der Zürich-Krimi: Borchert und die letzte Hoffnung
- 2019: Donna Leon – Stille Wasser (Fernsehreihe)
- 2020: In aller Freundschaft (Fernsehserie, Folge Schützenbrüder)
- 2020: Wer einmal stirbt, dem glaubt man nicht (Fernsehfilm)
- 2021: Plötzlich so still (Fernsehfilm)
- 2022: Die Kanzlei – Reif für die Insel
- 2023: Kommissar Dupin: Bretonische Nächte
- 2024: Tatort: Was bleibt (Fernsehreihe)

## Hörspiele (Auswahl)
- 2008: Frank Göhre: Schmutzige Wäsche. Regie: Norbert Schaeffer. Radio-Tatort, NDR
- 2014: Arthur Conan Doyle: Der Hund der Baskervilles. Regie: Bastian Pastewka. Als Dr. Watson, WDR
- 2015: John von Düffel: Die Toten ruhen (Herr Brinkmann) – Regie: Christiane Ohaus (Radio-Tatort – RB)

## Auszeichnungen
- 2006: Rolf-Mares-Preis für seine Darstellung in Der Garderobier an den Hamburger Kammerspielen